# نادين السلعاوي
نادين السلعاوي (مواليد 21 يناير 1998) هي لاعبة كرة سلة مصرية تلعب في النادي الأهلي ومنتخب مصر.

لعبت نادين مع منتخب مصر في بطولة أفريقيا لكرة السلة للسيدات 2021.بلغ متوسطها 16.8 نقطة و 4.7 ريباوند و 1.7 تمريرات حاسمة.